# San Fernando (Nicarágua)
San Fernando é uma cidade da Nicarágua localizado no departamento de Nueva Segovia.
San Fernando está numa distância aproximadamente de 24 km da capital do Departamento Nueva Segovia,Ocotal e 250 km de Manágua,a capital da República.